# Musée archéologique du Minervois
Situé à Olonzac (Hérault), le musée archéologique du Minervois comprend deux salles d'exposition et une réserve de dépôt de fouilles
Il présente une collection regroupant des objets du Paléolithique, Néolithique, Protohistoire, Âge du fer et époque romaine ainsi qu'une section de paléontologie et minéralogie. Le musée a le statut de dépôt de fouilles et est géré par le Centre de recherche et de documentation du Minervois (CRDM),.

## Historique
Le musée et le CRDM sont le fruit des actions conjuguées de:
- M. Salvetat, maire d'Olonzac de 1971 à 1987
- Le Père Quatrefages, 1er président du C.R.D.M. (1971-1980)
- M. Rigal, président jusqu'en 2010
- M. Maris, maire d'Olonzac de 1995 à 2003
- M. Marcouïre, maire d'Olonzac de 2003 à 2020

Les personnes suivantes ont également contribué au développement du musée: J. Barou, O. et J. Taffanel, G. Rancoule et P. Ambert.
Pierre Lauriol en fut le premier conservateur.

## Collections

### Salle Barou
Les objets proviennent principalement du Minervois héraultais (oppidum de Bassanel, Olonzac, Minerve, Aigues-Vives, La Livinière, Siran) et audois (Bize, Pépieux), mais aussi de sites plus éloignés dans l’Hérault (grotte Tournié, Cabrières, Vendres).

### Salle Bouscaras
Cette salle salle est dédiée à Port-la-Nautique qui, à l’époque romaine, était le port avancé de Narbonne, situé au nord de l'actuel étang de Bages-Sigean. Y ont été trouvées notamment une ancre de 370 cm de hauteur et de 200 cm d'envergure, en bois et plomb, et de nombreuses poteries sigillées. Ces objets proviennent des dons de M. Bouscaras.

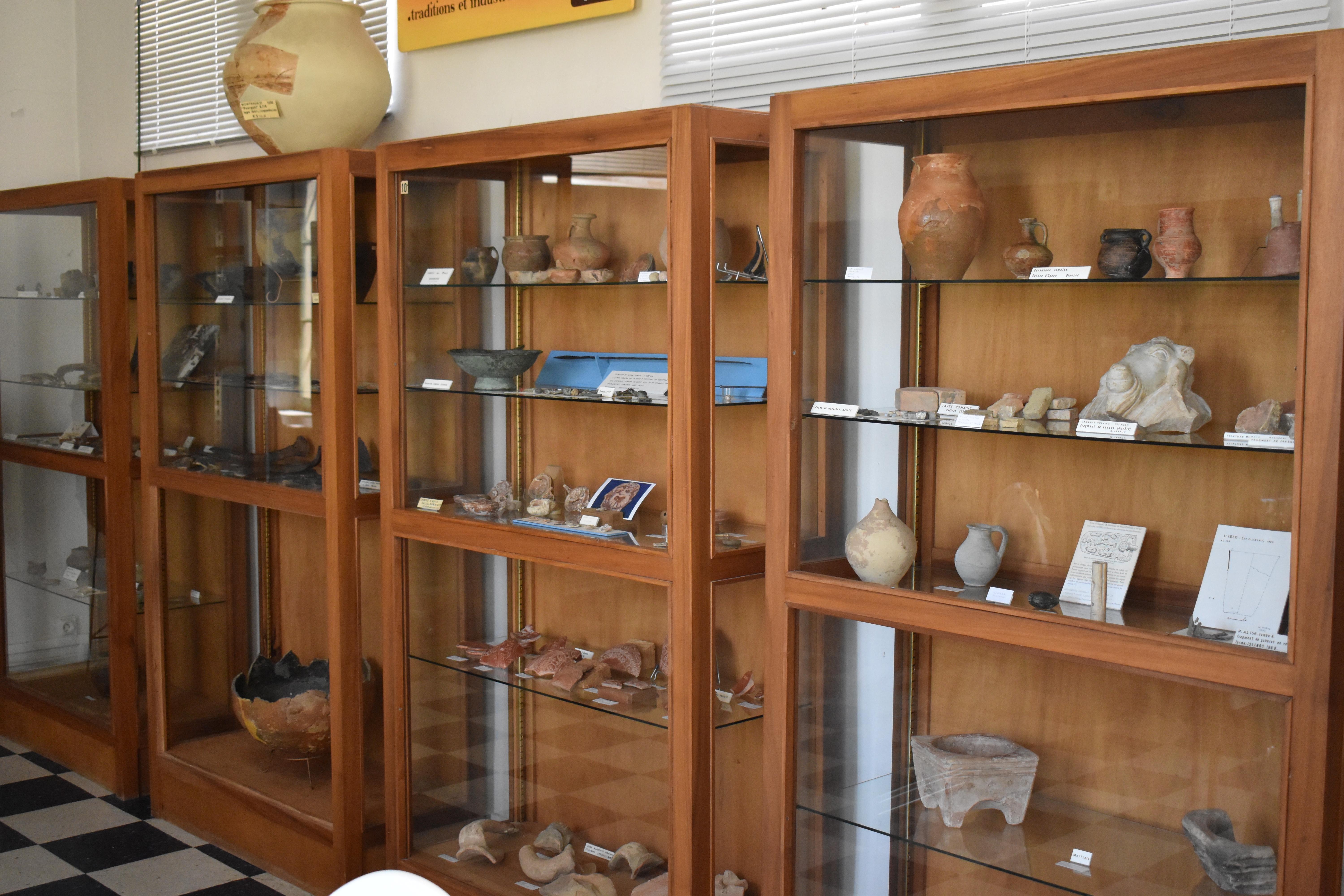
Salle Barou.
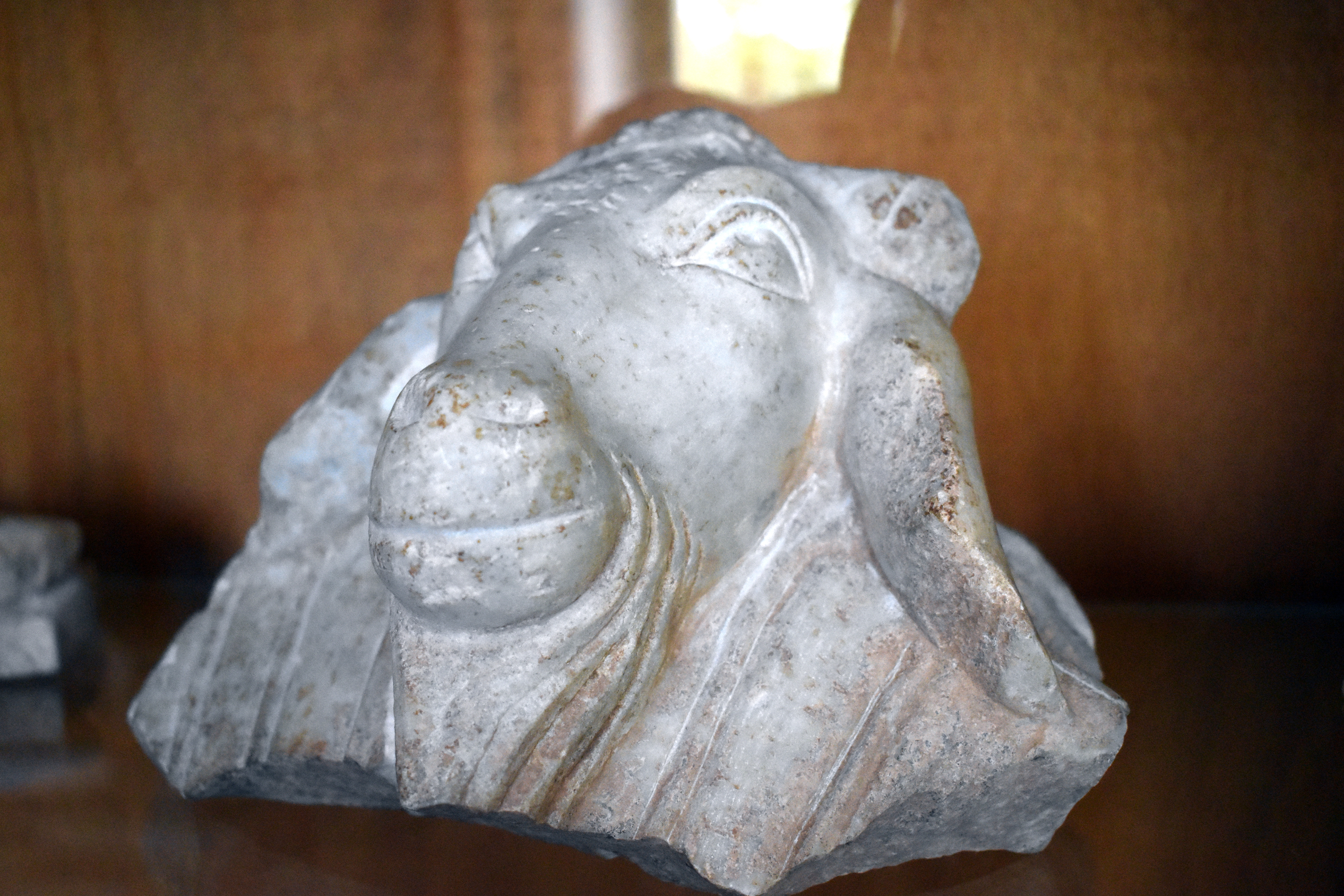
Fragment de vasque en marbre.
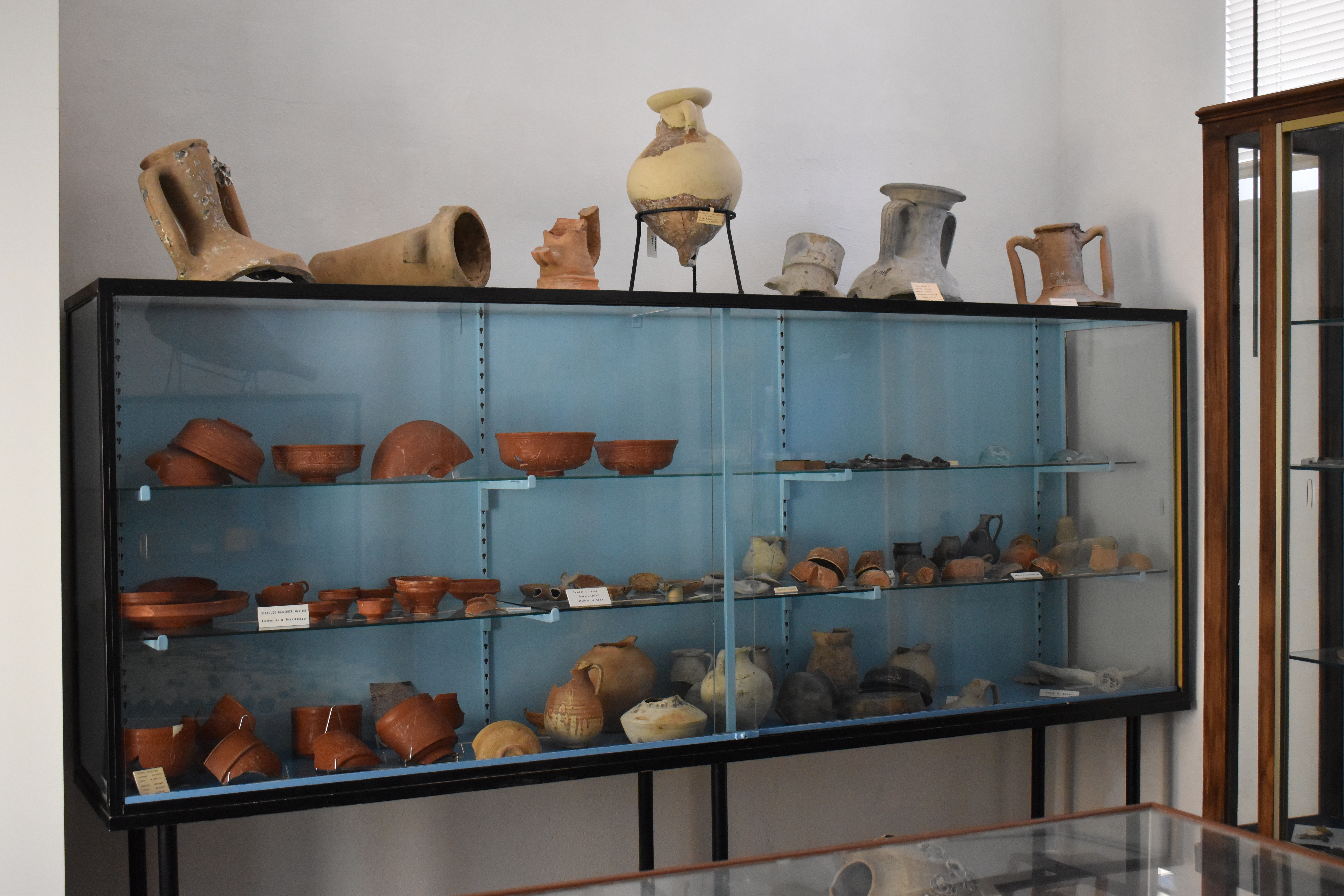
Salle Bouscaras.
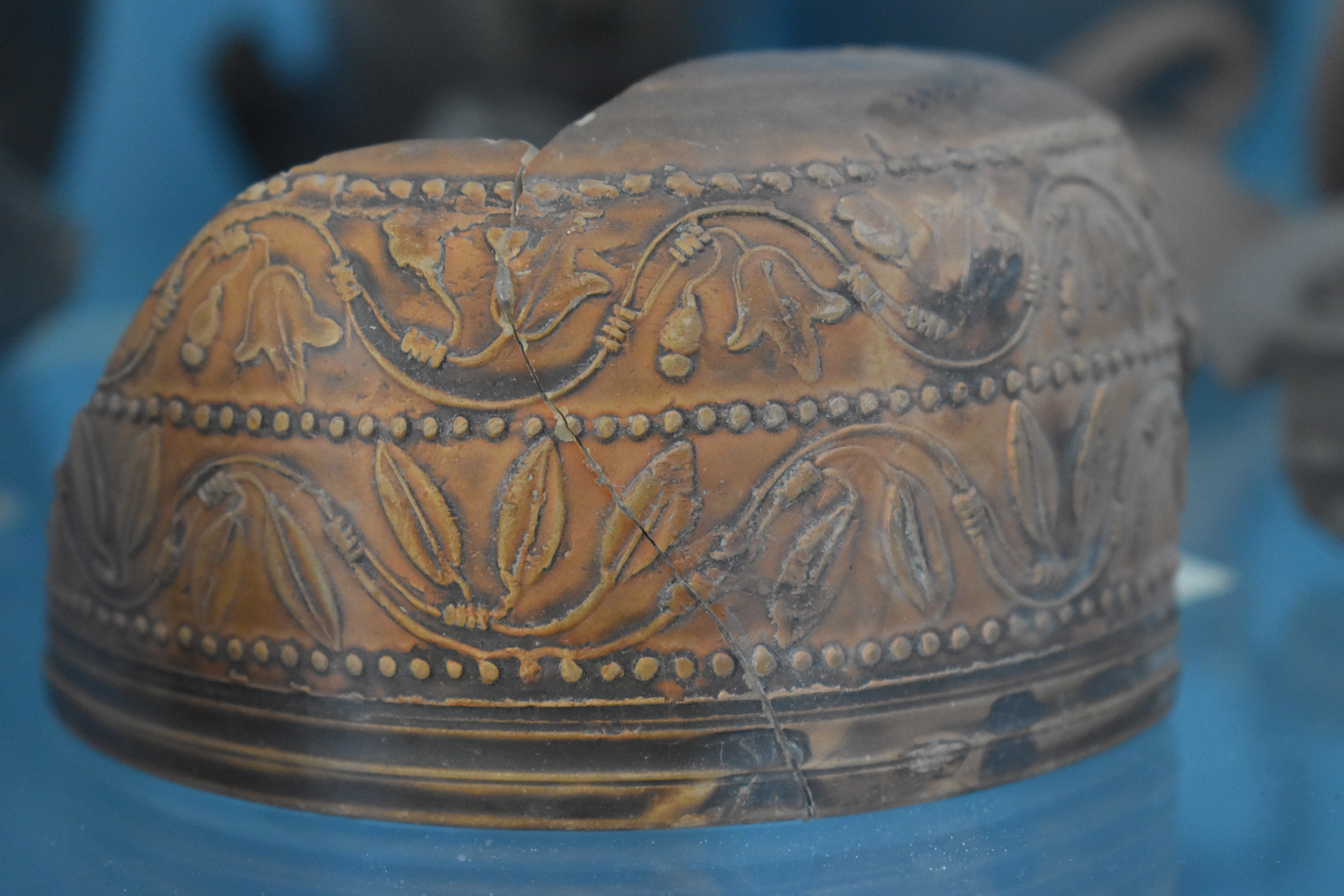
Céramique sigillée.